# Carl Heinrich von Peistel
Carl Heinrich von Peistel (* 25. März 1704 in Nödlitz; † 24. Mai 1782 in Herrnhut) war ein deutscher Hymnograph und Pietist, der als der fromme Leutnant Bekanntheit erlangte.

## Leben
Er wurde in Nödlitz bei Weißenfels geboren und frühzeitig von seiner frommen Mutter, einer geborenen von Brandenstein, zum festen Glauben erzogen. Nach dem Unterricht bei Hauslehrern ging er 1718 an das Gymnasium nach Altenburg und ab 1721 an die Universität Halle. Schon bald wechselte er an die Universität Leipzig. 1726 trat er als Sergeant in die Leibkompanie des Alten Dessauers ein. 1728 erfolgte seine Ernennung zum Oberoffizier durch König Friedrich Wilhelm von Preußen in Magdeburg. Der Tod seiner Mutter 1735, die in seinen Armen starb, hatte auf Peistel nachhaltige Wirkung. Nachdem er 1736 Graf Zinzendorf persönlich in Halle kennenlernte, bekannte er sich öffentlich zum Pietismus und wurde als frommer Leutnant bezeichnet. Nach dem Tod des Königs Friedrich Wilhelm I. bat er 1740 um seinen Abschied aus dem Militärdienst, der ihm gewährt wurde. Er zog nach Herrnhut, wo er Mitglied der dortigen Brüdergemeine wurde. Bereits ein Jahr später bot er sich an, auf Mission nach Ostindien zu gehen. 1750/51 war er Synodus in Barby und weilte anschließend als Gemeinrichter in Marienborn. 1755 kehrte er wieder nach Herrnhut zurück. Von 1758 bis 1754 war er Gemeindehelfer in Niesky. Als er 1769 erneut nach Marienborn berufen wurde, bat er im Alter von 65 Jahren, sich in Herrnhut endgültig zur Ruhe zu setzen, was ihm gestattet wurde. Er starb im 79. Lebensjahr.
Sein gleichnamiger Sohn ließ sich in Schlesien nieder.